# Corydalis scouleri
Corydalis scouleri là một loài thực vật có hoa trong họ Anh túc. Loài này được Hook. mô tả khoa học đầu tiên năm 1829.

## Hình ảnh

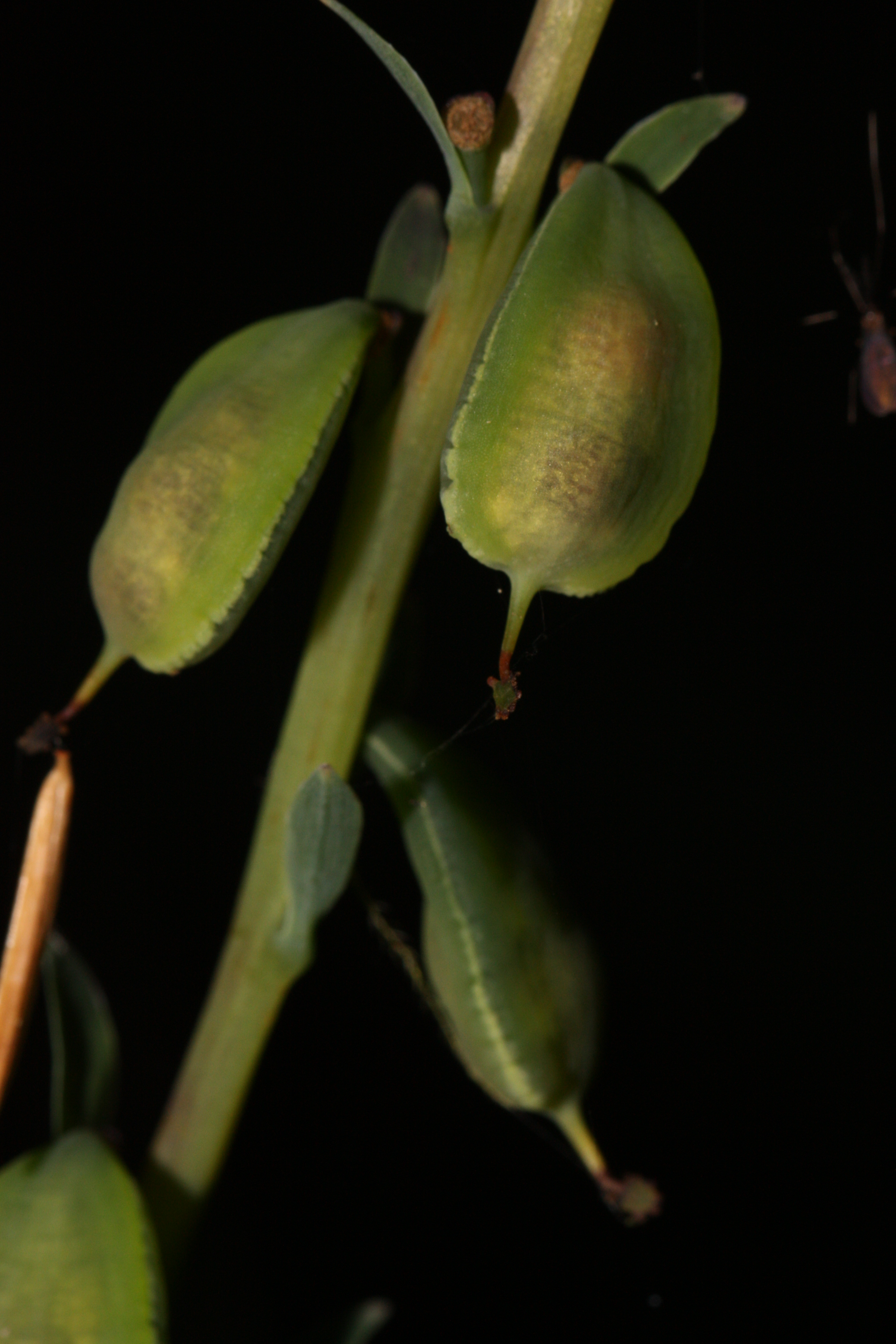
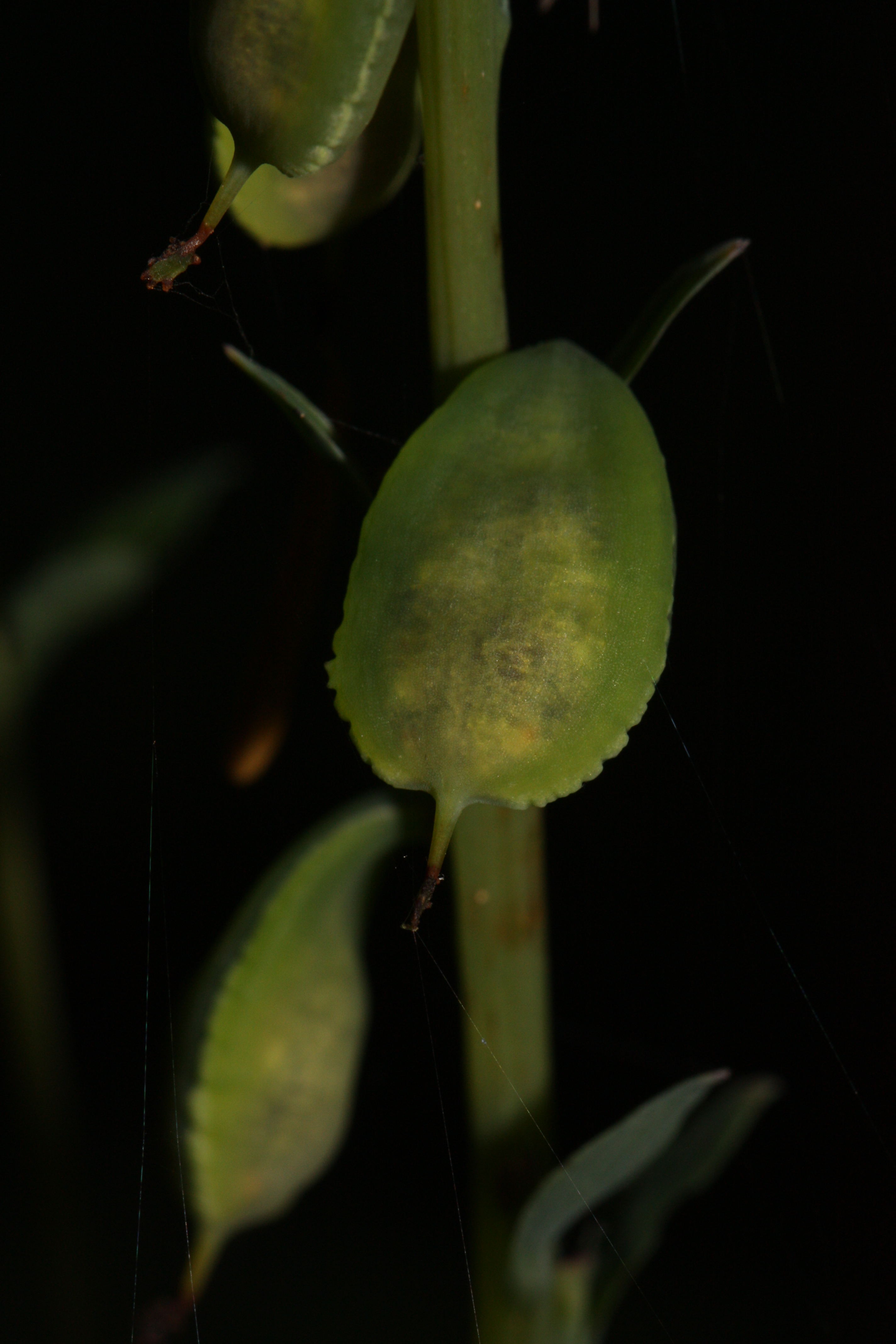
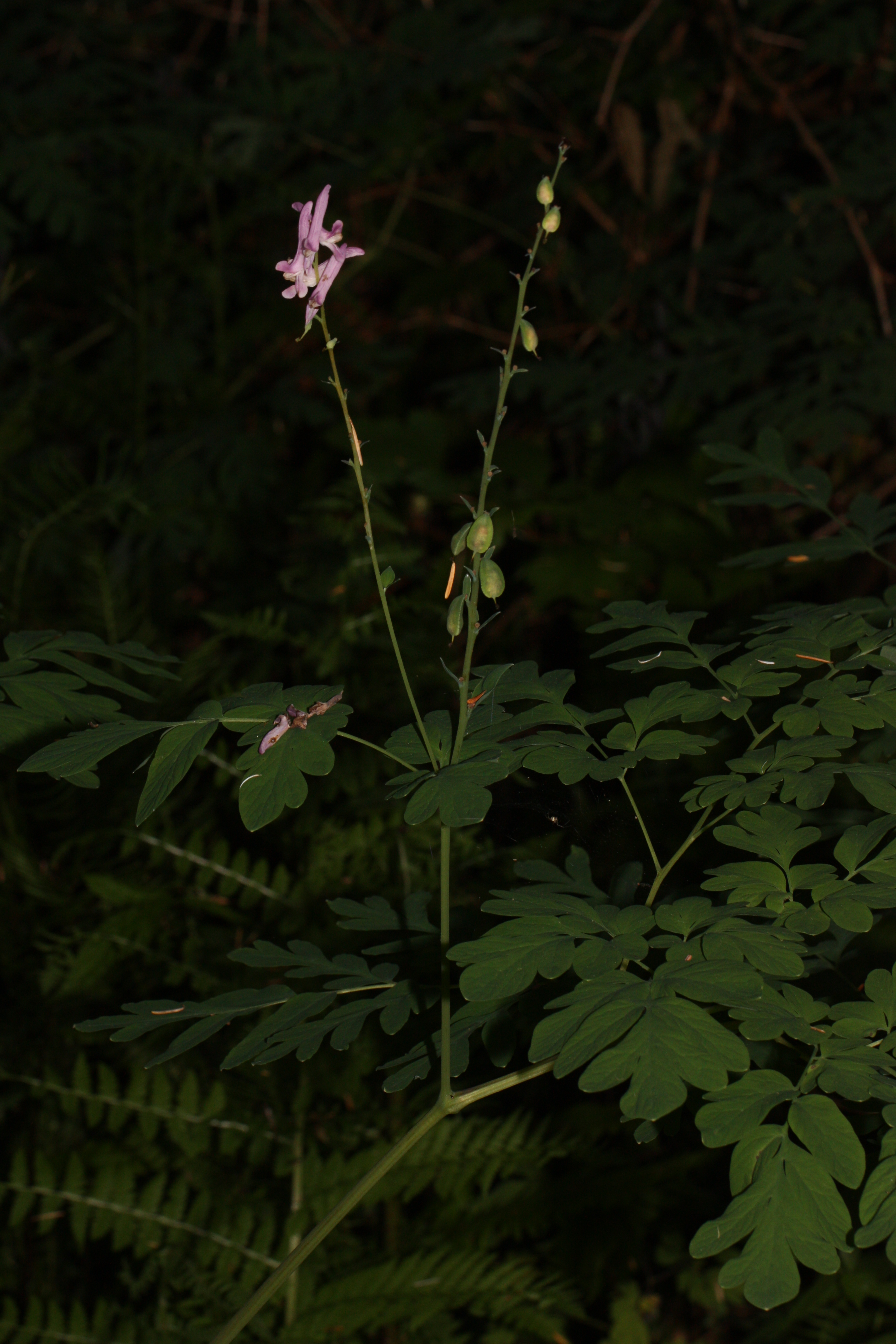
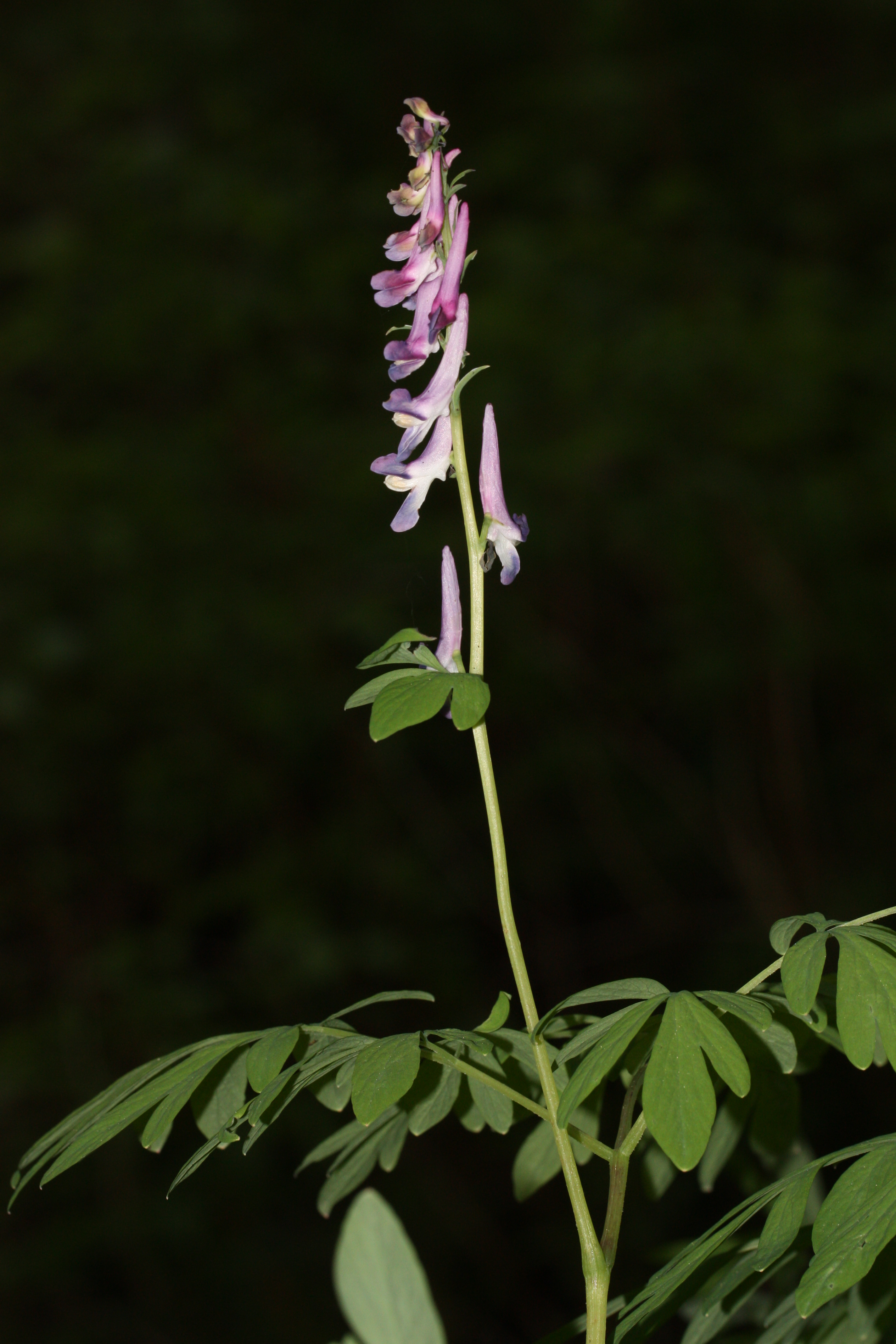